# Ózdi koncert ’96
Az Ózdi koncert '96 Cseh Tamás egy 1996. február 24-ei ózdi koncertjén rögzített sztereó hangfelvételének digitalizálásával készült CD-je; 2008-ban adta ki a Life7 Produkció. Hangfelvétel, fotók: Liktor Ferenc; borítóterv: Nagymarczi László.

## Az album dalai
1. Ne higgy az énekesnek... *
2. Lovagkor *
3. Apa kalapja **
4. Song of Wily William
5. Munkásszállás
6. Jelena *
7. Illegalitásban
8. Somlai Margit **
9. Athur Rimbaud
10. Csönded vagyok
11. Balogh Ádám
12. A 100. éjszaka
13. 100 év óta az első estém... *
14. Ten Years After
15. Tanulmányi kirándulás
16. Hányan kipusztultak... *
17. A képek dala
18. Kék Duna keringő

A *-gal jelölt dalok még nem jelentek meg ezelőtt hanglemezen, a **-gal jelöltek pedig ebben a változatban még nem kerültek lemezre.